# Majandrios
Majandrios (gr. Μαιάνδριος VI w. p.n.e.) sekretarz Polikratesa a później krótko samodzielny tyran Samos. Wspomniany w trzeciej księdze Dziejów Herodota.
Majandrios (syn Majandriosa) zostaje przez Polikratesa wysłany, by ocenił rzeczywistą wartość skarbów Orojtesa, które ten ofiaruje mu rzekomo w zamian za pomoc w buncie przeciw Kambyzesowi.
Następnie, gdy Polikrates zostaje przez Orojtesa wciągnięty w pułapkę i zamordowany, Majandrios przejmuje władzę na Samos, na podstawie przekazania mu rządów opiekuńczych na czas nieobecności prawowitego władcy. Wznosi świątynię Zeusa Oswobodziciela. Pragnie zrzec się władzy i wprowadzić na Samos demokrację, lecz Samijczycy nie chcą władzy z rąk byłego niewolnika. Majandrios zostaje więc tyranem i rządzi wyspą z pomocą braci: porywczego Lykaretosa oraz chorego na umyśle Charileosa.
Gdy na dwór Dariusza trafia wygnany przed laty brat Polikratesa – Sylosont, Persowie podejmują pod dowództwem Otanesa wyprawę na Samos, mającą przywrócić go na tron. Majandrios, nie chcąc zrzec się władzy, za poduszczeniem Charileosa podżega Persów do rzezi Samos, po czym ucieka do Sparty. Lacedemończycy jednak rozważnie odmawiają udzielenia mu pomocy militarnej i przepędzają z kraju.